# Bradyidius capax
Bradyidius capax is een eenoogkreeftjessoort uit de familie van de Aetideidae. De wetenschappelijke naam van de soort is voor het eerst geldig gepubliceerd in 2003 door Bradford-Grieve.